# یون این-تاک
یون این-تاک (انگلیسی: You In-tak؛ زادهٔ ۱۰ ژانویهٔ ۱۹۵۸) کشتی‌گیر اهل کره جنوبی است.